# Claude Barthélemy (Fußballspieler)
Claude Barthélemy (* 9. Mai 1945 in Cap-Haïtien; † 6. April 2020 in New Jersey) war ein haitianischer Fußballspieler.

## Spielerkarriere

### Vereinskarriere
Barthélemy spielte 1968 in den Vereinigten Staaten für Detroit Cougars. Dort kam er zu drei Einsätzen und lieferte eine Torvorlage. Später wechselte er wieder in die Heimat, wo er den Großteil seiner aktiven Karriere verbrachte, und spielte dort für den RC Haïtien.

### Nationalmannschaftskarriere
Bei der Qualifikation zu der WM 1970 war Barthélemy neunmal im Einsatz. Mit Haiti schaffte er es bis zum Entscheidungsspiel gegen El Salvador und war auch bei dieser Begegnung im Einsatz. Das Spiel verlor Haiti mit 0:1, damit war die Qualifikation zu der WM 1970 gescheitert.
Im Zuge der Qualifikation zu der WM 1974 war er wieder im Kader und bestritt drei Spiele. Diesmal konnte die Qualifikation erreicht werden und so nahm er mit Haiti erstmals bei der WM 1974 teil. Dort wurde er gegen Italien in der 46. Minute für Guy Saint-Vil eingewechselt, gegen Polen kam er bereits in der 37. Minute für Fritz André zum Einsatz.

## Trainerkarriere
Als Fußballtrainer betreute er unter anderem von 1984 bis 1985 die Haitianische Fußballnationalmannschaft.